# Колібрі-плямохвіст андійський
Колібрі-плямохвіст андійський (Oreotrochilus estella) — вид серпокрильцеподібних птахів родини колібрієвих (Trochilidae). Мешкає в Андах.

## Опис

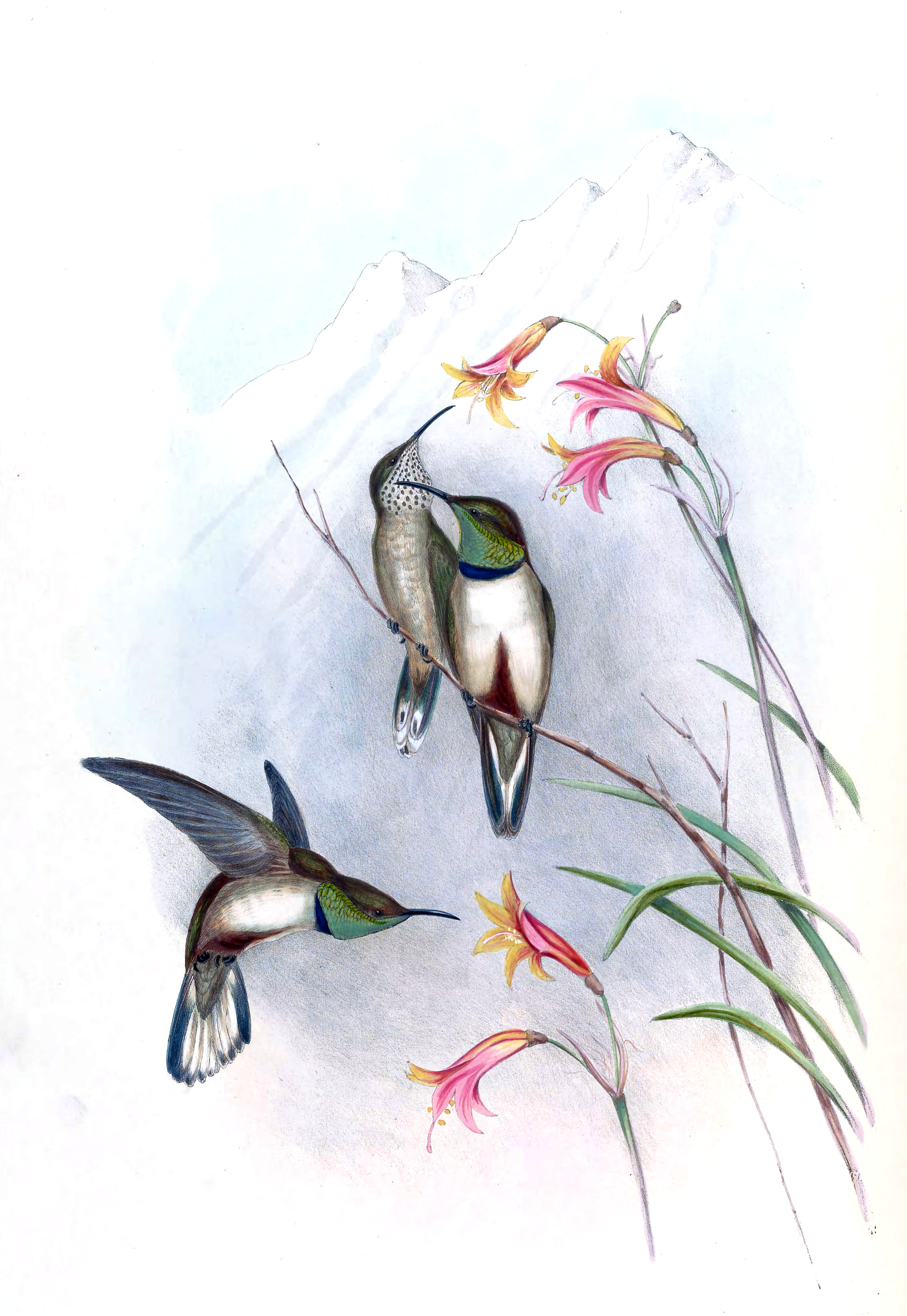
Андійські колібрі-плямохвости

Довжина птаха становить 13-15 см, самці важать 8,8 г, самиці 8 г. У самців верхня частина тіла тьмяно-сірувато-коричнювата. На горлі блискуча зелена пляма, знизу окаймлена чорною смугою, груди і живіт білі. По гузці і середині живота проходить руда смуга. Хвіст роздвоєний, центральні стернові пера бронзово-чорний, решта переважно білі з бронзово-чорними краями і кінчиками. Дзьоб середньої довжини, чорний, дещо вигнутий.
Самиці мають переважно тьмяно—сірувато-коричнювате забарвлення. Горло у них бліде, поцятковане дрібними темними плямками. Хвіст зеленувато-чорний, три або чотири крайні пари стернових пер мають білі кінчики і основи. Молоді птахи мають більш сіре забарвлення, ніж дорослі птахи, а у молодих самців на горлі є синьо-зелена пляма. У самців підвиду O. e. bolivianus смуга на животі каштанова з чорними плямами.

## Підвиди
Виділяють два підвиди:
- O. e. estella (d'Orbigny, 1838) — Анди від південно-західного Перу (на південь від Аякучо) до західної Болівії, північного Чилі і північно-західної Аргентини (на південь до центральної Катамарки);
- O. e. bolivianus Boucard, 1893 — Болівійське Альтіплано (Кочабамба).

## Поширення і екологія
Андійські колібрі-плямохвости мешкають в Перу, Болівії, Чилі і Аргентині. Вони живуть на високогірних луках Пуна, серед скель, на висоті від 2500 до 4500 м над рівнем моря, іноді на висоті 5000 м над рівнем моря. Взимку птахи мігрують в долини, на висоту 2400 м над рівнем моря, де зимують в чагарникових заростях і рідколіссях.
Андійські колібрі-плямохвости живляться нектаром різноманітних квітучих чагарників, кактусів і дерев, зокрема з родів Caiophora, Bomarea, Berberis, Buddleja, Centropogon, Ribes і Barnadesia, взимку часто нектаром евкаліптів. Вони є основними запилювачами Chuquiraga spinosa. Також ці птахи доповнюють свій раціон комахами, яких ловлять в польоті або збирають з рослинності. При живленні вони чіпляються лапами за суцвіття, а вночі ховаються в тріщинах серед скель, де впадають в зціпеніння. Андійські колібрі-плямохвости агресивно захищають кормові території, нападаючи на інших колібрі, причому самці є менш агресивними, ніж самці.
Сезон розмноження у андійських колібрі-плямохвостів триває з вересня по лютий. Самиці формують невеликі, розріджені колонії серед скель або порослих чагарниками ущелин. Гніздо відносно велике, чашоподібне, робиться з рослинного матеріалу, встелюється м'яким мохом, лишайником або пір'ям, прикріплюється до скелі або серед заростей пуї Раймонда (Puya raimondii). В кладці 2 яйця. інкубаційний період триває 20 днів, пташенята покидають гніздо через 38 днів після вилуплення. За сезон може вилупитися два виводки.